# Richemont (Senna Marittima)
Richemont è un comune francese di 489 abitanti situato nel dipartimento della Senna Marittima nella regione della Normandia.

## Società

### Evoluzione demografica
Abitanti censiti